# Джеффрі Найс
Джеффрі Найс (англ. Geoffrey Nice; нар. 21 жовтня 1945) — британський адвокат, суддя, прокурор і колишній кандидат на виборах. Голова Трибуналу у справі Китаю та Уйгурського трибуналу, які розслідують порушення прав людини в Китаї. Прокурор Міжнародного трибуналу для колишньої Югославії, головний обвинувач у суді над Слободаном Мілошевичем. 

## Життєпис

### Освіта та правнича діяльність
Найс родом із Кетфорда, де він навчався у коледжі ім. Святого Дунстана, а пізніше — в Кібл-коледжі. Ставши в 1971 році баристером, 1990 року він призначений королівським адвокатом. Із 1984 року працював за сумісництвом суддею в Олд-Бейлі. 2007 року став лицарем-бакалавром. 2009 року його призначили заступником голови Ради з регулювання роботи баристерів (англ. Bar Standards Board). 2012 року призначений Професором права Грешемського коледжа (англ. Gresham Professor of Law).

### У політиці
Найс був кандидатом від Соціал-демократичної партії по Дуврському виборчому округу на парламентських виборах у Великобританії 1983 та 1987 років.

### Прокурорська кар'єра
Долучившись до роботи МТКЮ, став головним обвинувачем на судовому процесі над Слободаном Мілошевичем у Гаазі та порушив справу у початковій версії звинувачення, яка пов'язала звірства, скоєні в колишній Югославії, з особою Мілошевича. Найс вів справи МТКЮ щодо боснійського хорвата Даріо Кордича та успішно здійснив карне переслідування у справі боснійського серба Горана Єлисича. З часу співпраці з МТКЮ Найс брав активну участь у Міжнародному кримінальному суді і в роботі «pro bono» з групами потерпілих. Його діяльність торкалася таких ділянок права, як права людини/публічне право та особиста шкода.
У серпні 2010 року журналістка Джудіт Арматта, яка стежила за процесами в МТКЮ, видала книжку під назвою «Сутінки безкарності: Суд над Слободаном Мілошевичем за воєнні злочини» (англ. Twilight of Impunity: The War Crimes Trial of Slobodan Milosevic). 16 грудня 2010 Джеффрі Найс написав рецензію на цю книжку для London Review of Books. У цій рецензії Найс розкритикував МТКЮ за його рішення під час судового процесу над колишнім президентом «малої Югославії» Слободаном Мілошевичем. За словами Найса, прокурорка МТКЮ Карла дель Понте пішла на компроміс зі Слободаном Мілошевичем, що потім призвело в лютому 2007 року до невдачі у справі Боснії і Герцеговини проти Сербії про геноцид. Найс також висловив свою думку про Слободана Мілошевича, оцінивши, що колишній президент був «неправоздатним» і «помер до винесення вироку».
2005 року він удостоївся звання почесного доктора права Кентського університету, а в 2007 році йому присвоєно титул лицаря за заслуги перед міжнародним кримінальним правосуддям.
2009 року обвинувальний вирок, винесений під головуванням Найса, було скасовано та розглянуто повторно після того, як апеляція Таємної ради засвідчила, що його розгляд справи призвів до несправедливого слухання. Таємна рада розкритикувала Найса за його несправедливе поводження під час судового процесу над бухгалтером із Сент-Гелієра Пітером Мішелем. 2007 року Мішеля звинуватили у відмиванні грошей за десятьма пунктами звинувачень і засудили на шість років ув'язнення. Однак у 2009 році Таємна рада скасувала обвинувальний вирок Мішелю та заявила, що Найс під час судового розгляду був злим і саркастичним, тому такі дії позбавили суд справедливості.
Найс був співавтором доповіді про затриманих у Сирії за 2014 рік, у якій докладно описано «систематичне вбивство сирійським урядом більш ніж 11 000 ув'язнених в одній області в ході громадянської війни в Сирії протягом двох із половиною років із березня 2011 по серпень 2013».

### Трибунал щодо Китаю та Уйгурський трибунал
Найс був головою Трибуналу щодо Китаю, створеного на доручення Міжнародної коаліції за припинення зловживання трансплантацією в Китаї (ETAC) і деяких послідовників практики Фалуньгун. Трибунал зосередився на проблемі примусового вилучення органів у в'язнів сумління в комуністичному Китаї.
Всесвітній уйгурський конгрес, що представляє уйгурських вигнанців, попросив Найса у 2021 році очолити Уйгурський трибунал.

### Суперечливість
Позиція Найса щодо незаконної торгівлі органами в Косові також була піддана сумніву. 14 грудня 2010 року колишній член Ради кантонів Швейцарії Дік Марті опублікував доповідь для її прийняття Радою Європи, в якій стверджується про антигуманне поводження з людьми та вбивства ув'язнених із метою вилучення людських органів і незаконної торгівлі ними в Косові. Це чутливе питання торкалося колишнього прем'єр-міністра Косова та політичного ватажка Армії визволення Косова Хашима Тачі.
3 лютого 2011 року Джеффрі Найс оприлюднив на London Review of Books рецензію на цю доповідь, назвавши її «Хто такий K144». Ця стаття поставила під сумнів правдивість доповіді Марті, стверджуючи, що немає фактичної бази стосовно торгівлі органами в Косові. У своїй рецензії Джеффрі Найс твердив, що «свідка K144» не існувало, і він був лише продуктом сербської медіа-пропаганди. Однак позицію Джеффрі Найса заперечила американська політична письменниця із Парижа Даяна Джонстон, яка звинуватила Найса у використанні тактики відволікання, щоб відвернути увагу громадськості. У тій рецензії Найс зосередився на нерозпізнаному «свідку K144», заявляючи, що «K144» послужив основою для доповіді Марті, тоді як Джонстон відзначила, що в доповіді Марті «свідок K144» не згадується, а цитати Найса про «свідка K144» не відповідають згаданій доповіді. Спроба Найса дискредитувати звіт Марті Даяна Джонстон витлумачила як «подвійний стандарт» із применшенням протиправних дій «нашого боку» та безкомпромісна «культура безкарності» самовпевнених західних демократій.

### Китайські санкції
2021 року у відповідь на санкції, запроваджені Сполученими Штатами, Європейським Союзом і Сполученим Королівством, Китайська Народна Республіка запровадила санкції проти Найса, забороняючи йому в'їзд на територію, яку контролює ця країна, або ведення бізнесу з китайцями. Речник МЗС Китаю зазначив у заяві, що ці санкції накладено у зв'язку з поширенням з боку Найса того, що китайський уряд називає «брехнею та дезінформацією» про політику Китаю щодо Сіньцзяну. Ці санкції, які засудив прем'єр-міністр, спонукали міністра закордонних справ викликати посла Китаю.

### Війна в Україні
У середині серпня 2022 року Найс відвідав Україну, приїхавши до Києва. 19 серпня 2022 провів розмову в Офісі Президента України на тему створення спеціального трибуналу щодо злочину агресії проти України. Він уважає, що після завершення російсько-української війни суд над Путіним мав би обов'язково відбутися в Україні, про що заявив в ході спеціального виступу у Брюсселі 5 вересня 2022.